# Festival Internacional de Cinema de Viena
El Festival Internacional de Cinema de Viena, o Viennale, és un festival de cinema que té lloc cada octubre des de 1960 a Viena, Àustria.
El nombre mitjà de visitants és d'uns 75.000. Les sales de cinema tradicionals són Gartenbaukino, Urania, Metro-Kino, Filmmuseum i Stadtkino. Al final del festival es lliura el Vienna Film Prize.

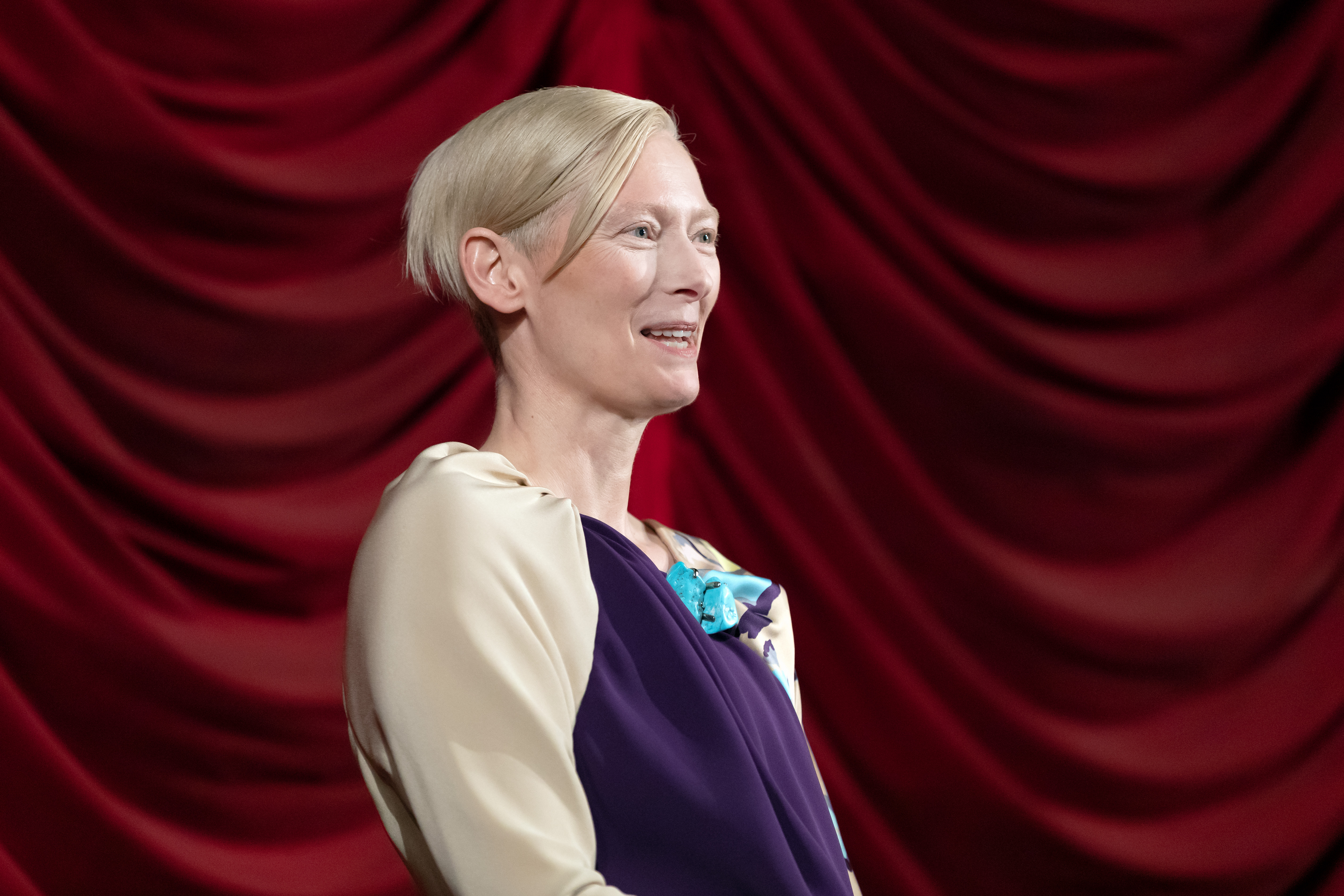
Tilda Swinton a la Viennale de 2018.

## Història
El 1960, l'Associació de Periodistes Austríacs va fer realitat la seva idea de tenir un festival internacional de cinema també a Àustria, a Viena. Sota el nom Primera Setmana del Cinema Vienès (Erste Wiener Filmwoche) es van mostrar 18 produccions estrangeres amb pel·lícules austríaques. No hi hagué premis. El 1962, el festival de cinema, encara jove però ja sobrenomenat Viennale, es va integrar al Festival de Viena durant un any. Com que la Viennale no va cridar l'atenció que s'esperava durant el dens programa de setmanes de festival, es va separar el 1963 i es va convertir en el Festival der Heiterkeit, que va durar vuit dies. Per primera vegada, el Festival convoca Sigmund Kennedy. A continuació, el programa se centra en comèdies de qualitat projectades a l'Urania. L'any 1968, Otto Wladika va assumir el càrrec de director del festival i li va donar una nova direcció, sobretot donant prioritat a les pel·lícules d'Europa de l'Est. A partir d'aquell moment, cada any s'escollia un lema que expressava la prioritat del festival, l'any 1968 era: “Les pel·lícules que mai ens arriben”.

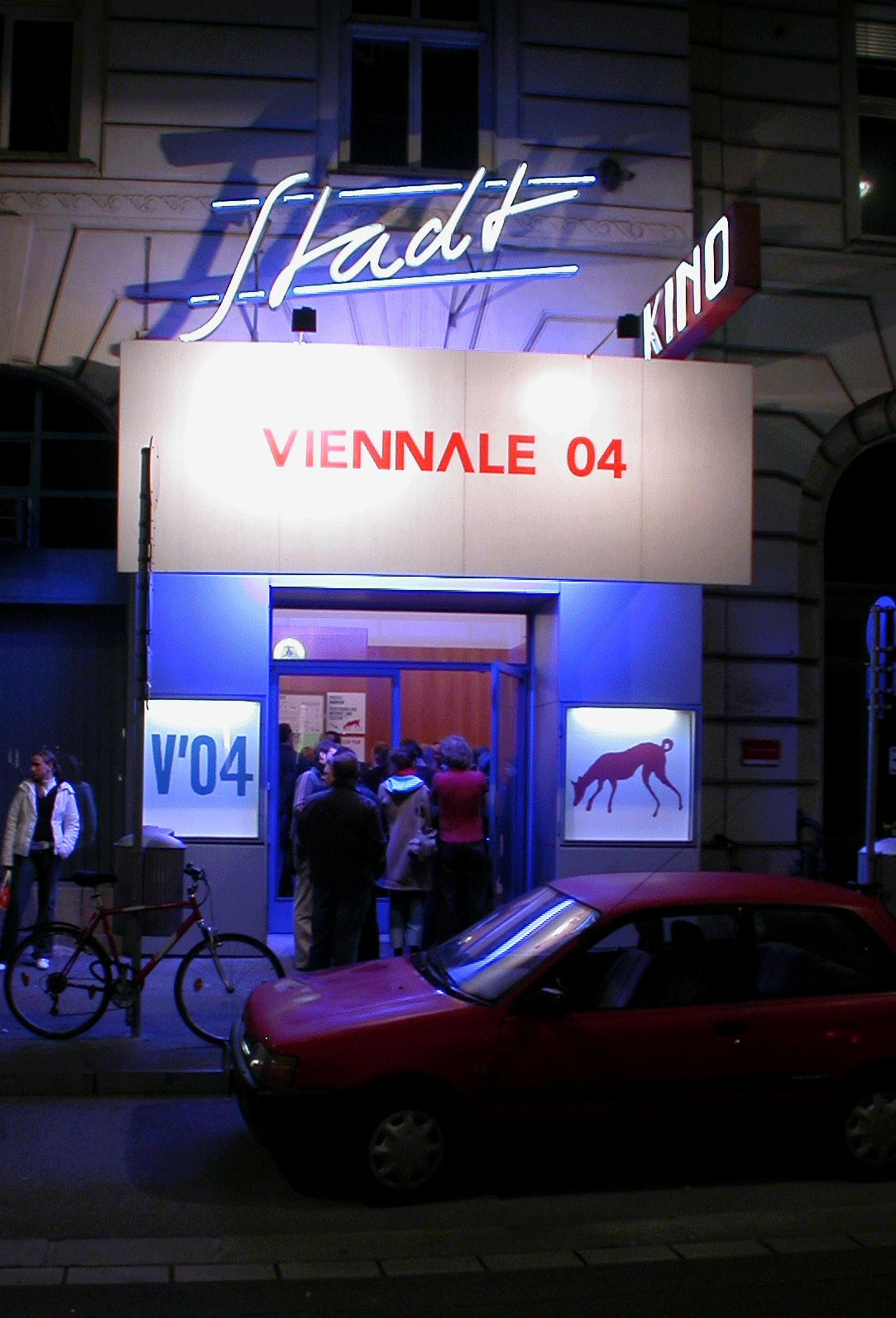
El Stadtkino durant la Viennale de 2004

L'any 1970, el festival es va dedicar íntegrament a les noves pel·lícules austríaques (Neuen Österreichischen Films) programada per la junta directiva del mateix nom, que presentava pel·lícules independents austríaques dels deu anys anteriors. A partir de 1971 el Fòrum-Kino, el més gran de l'època, va ser el nou recinte del festival. El Festival convoca Edwin Zbonek com a nou líder. Va aconseguir que el festival fos més internacional i va permetre que fos reconegut com a, sense competició. El 1973, la Viennale va tenir lloc per primera vegada al Gartenbaukino.
L'any 1978, el festival es va traslladar a l'octubre i la seva durada va passar de 8 a 15 dies. L'any 1979, els cinemes dels afores de Viena es van incloure al festival; Les pel·lícules de la Viennale s'hi tornen a projectar per atraure més aficionats amb la projecció de pel·lícules d'alt valor artístic. El 1981, la direcció del festival incloïa Helmuth Dimko, crític i productor de cinema. L'any 1983, el festival no va tenir lloc per problemes econòmics. Va tornar a tenir lloc al Gartenbaukino l'any 1984. La primera cerimònia de lliurament de premis del festival va tenir lloc l'any 1987: el Wiener Filmpreis. Després d'aquest primer lliurament, haurem d'esperar al 1991 per al següent.
La gestió del festival va ser encarregada a Hemuth Dinko i Veronika Haschka l'any 1988. El programa principal es va ampliar amb algunes presentacions especials, que van provocar un augment de l'assistència. El 1989, Dimko va dimitir.
El 1991, el pressupost de la Viennale es va incrementar significativament. La nova direcció està formada per Werner Herzog, director, i Reinhard Pyrker, un dels principals actors del moviment Neuen Österreichischen Film, amb presentacions d'obres i retrospectives de John Carpenter, Billy Wilder, Jon Jost i Gina Lollobrigida i cineastes xinesos. L'any 1993, per primera vegada, el Viennale es va repartir per quatre cinemes diferents: l'Urania, el Metro-Kino, el Künstlerhaus-Kino al centre de la ciutat i el Stadtkino a Schwarzenbergplatz.
El 1994, Wolfgang Ainberger es va fer càrrec de la programació del festival mentre Alexander Horwath desenvolupava la retrospectiva de la producció cinematogràfica nord-americana dels anys 60 per a la Viennale al museu del cinema. Des de 1995, Viena és una de les ciutats en què un jurat de la Federació Internacional de Premsa Cinematogràfica FIPRESCI atorga un premi a la primera o segona pel·lícula d'un director: el FIPRESCI-Preis.

### Sota la direcció de Hans Hurch (1997-2017)

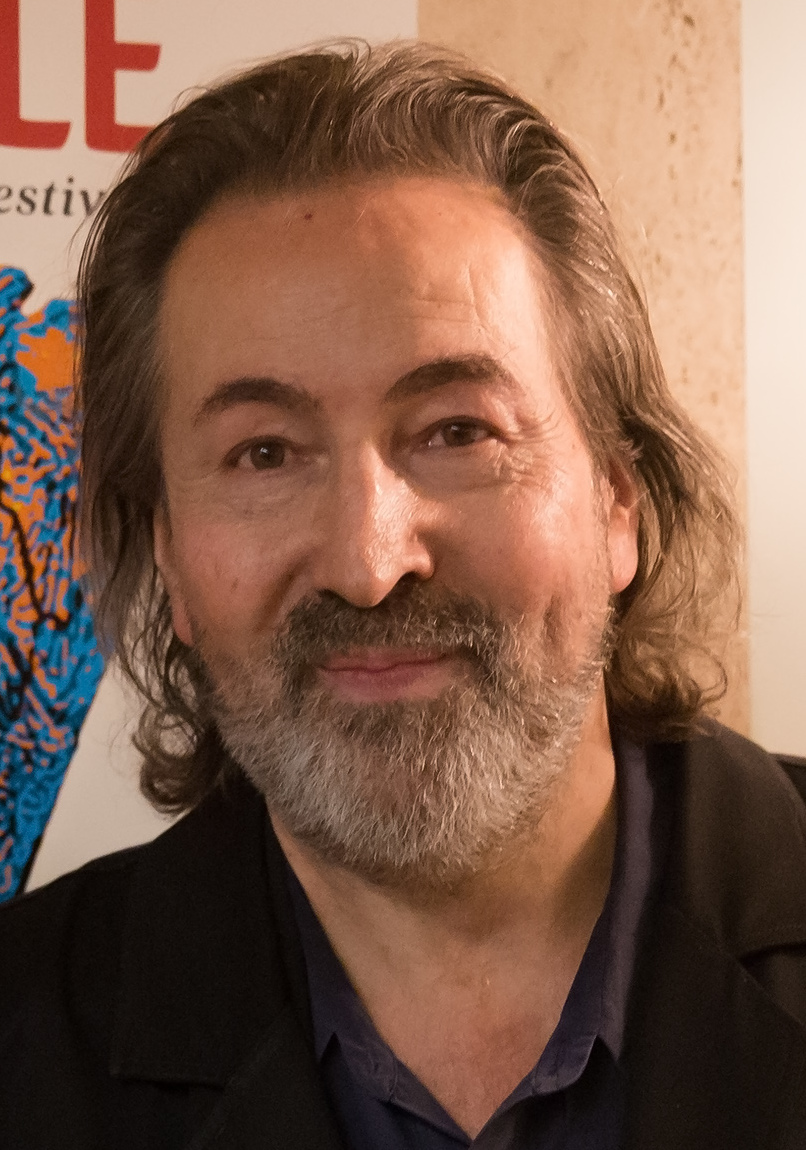
Hans Hurch a la Viennale en 2015

El 1997, Hans Hurch a assumir la direcció del festival, que va mantenir fins a la seva mort el juliol de 2017 després d'haver ampliat el seu contracte diverses vegades. Des de 1998, el president de la Viennale és Eric Pleskow.
El 2006, les 313 sessions, incloses 114 exhaurides, van assolir el nombre de 88.900 visitants i un índex d'ompliment del 78,4%. La Viennale 2007 acaba amb un nou rècord d'assistència de 91.700 visitants durant les 321 projeccions –incloses 126 exhaurides– i una taxa d'ocupació al voltant del 79,2%.

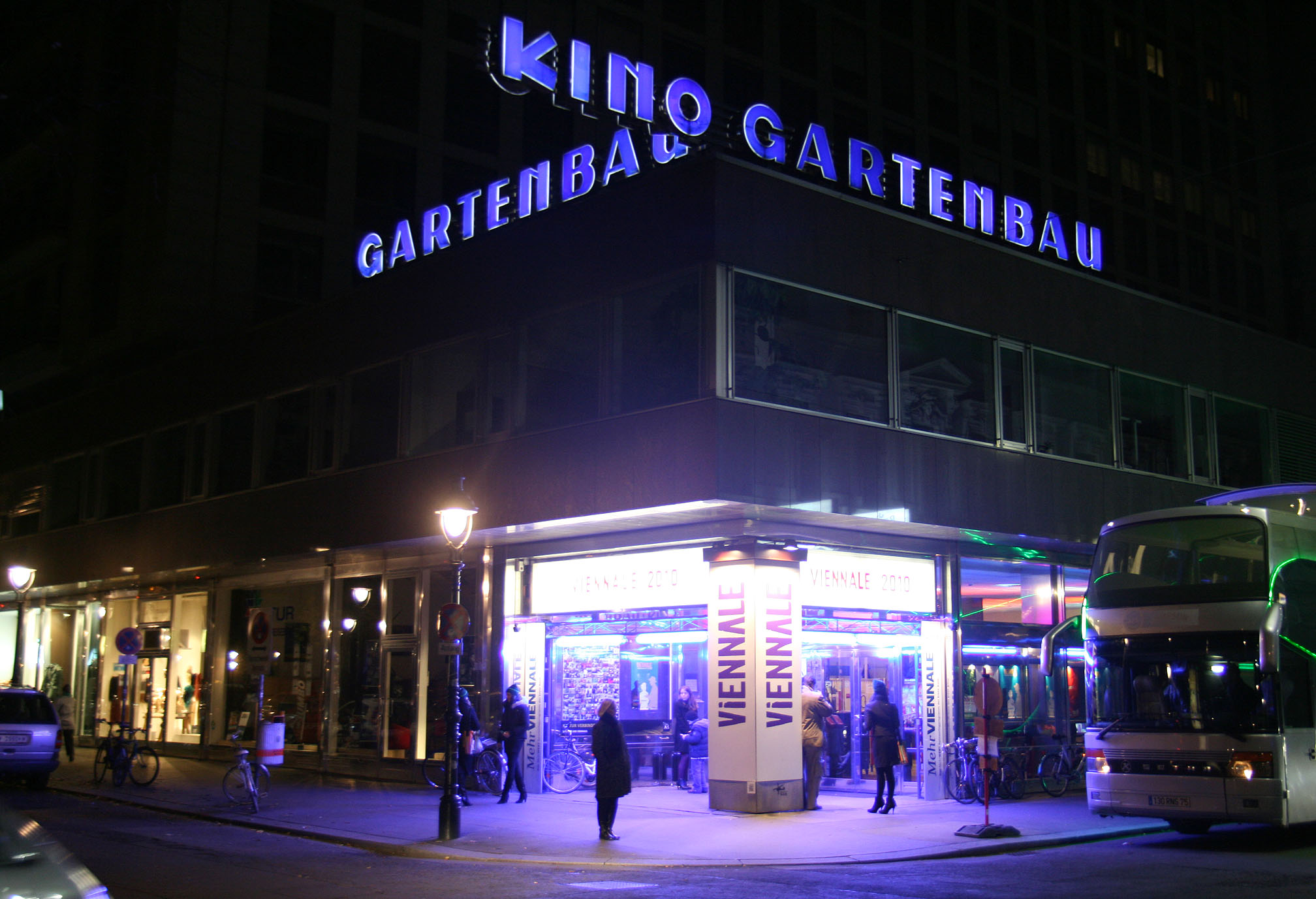
Gartenbaukino, obertura de la Viennale de 2009

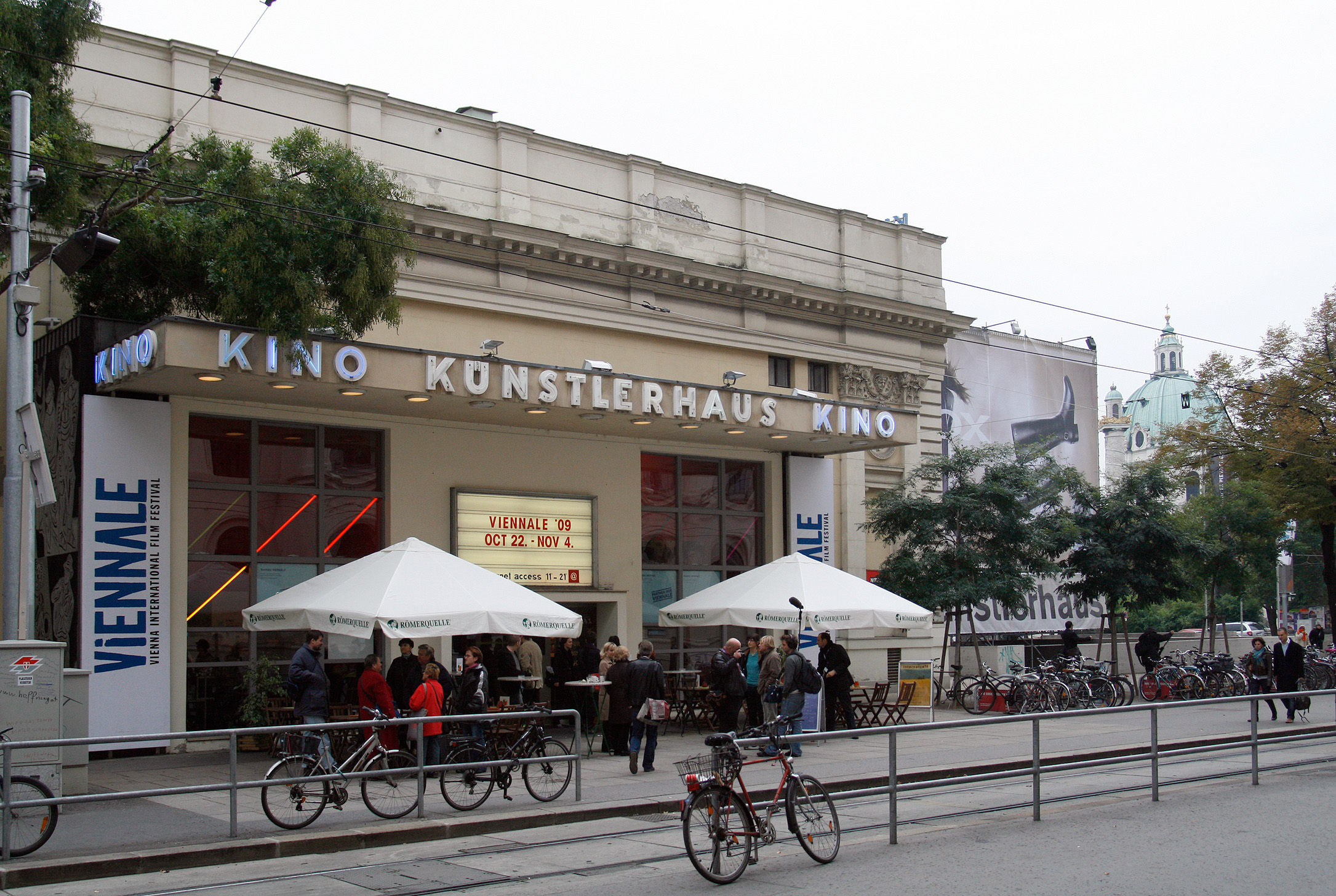
Künstlerhaus-Kino, Viennale 2009

La Viennale 2009, que s'allarga un dia, va oferir als visitants dos moments destacats dedicats a les pel·lícules State of Grace per saludar la convidada d'honor Tilda Swinton i Fight for Us amb pel·lícules de Lino Brocka. Entre els cineastes que estan disponibles per discutir amb el públic, hi ha Shirin Neshat, Shoja Azari, Guo Xiaolu, Nobuhiro Suwa, Asghar Farhadi  i molts altres. Jonathan Rosenbaum supervisa la sèrie The unquiet American − Transgressive Comedies from the U.S en col·laboració amb el Viennale i el Museu del Cinema d'Àustria. El cinema austríac està representat entre d'altres per la pel·lícula d'obertura La Pivellina de Tizza Covi i Rainer Frimmel i Lourdes de Jessica Hausner, ambdues estrenes austríaques, així com per l'estrena de Blutsfreundschaft de Peter Kerns i Bock for President, de Houchang i Tom Darius Allahyari. Com a mostra de solidaritat amb les manifestacions a les universitats austríaques, s'estrena el documental sobre Ute Bock a la gran sala de conferències de la Universitat de Viena ocupada per estudiants. En total, Viennale 2009 presenta al voltant de 300 llargmetratges, documentals, curtmetratges i pel·lícules experimentals.
La pel·lícula inaugural de la Viennale 2010 és De déus i homes que va rebre el Gran Premi del Jurat al Festival de Cinema de Cannes. Els moments més destacats del festival d'aquest any estan dedicats a les pel·lícules de Larry Cohen i William Lubtchansky, i els programes especials presenten altres obres de Denis Côté i Siegfried A. Fruhauf. Lou Reed, Klaus Lemke, Merv Bloch i Günther Straschek tenen cadascun una vetllada dedicada a ells. La retrospectiva mostra pel·lícules d'Éric Rohmer. El tràiler de Viennale 2010 està dissenyat pel director tailandès Apichatpong Weerasethakul, director de L'oncle Boonmee recorda les seves vides anteriors, Palma d'or a Cannes, que també està al programa del Festival. En total, 96.300 visitants van venir a veure les 351 projeccions d'aquell any, 123 de les quals estaven exhaurides.
A la Viennale 2011, Harry Belafonte i el productor Jeremy Thomas són cadascun dels focus amb un programa i la retrospectiva està dedicada a l'obra de Chantal Akerman. Els programes especials inclouen l'artista Lee Ann Schmitt així com curtmetratges de David Lamelas, Mark Leckey i altres Between Inner and Outer Space, que tracten els llocs artístics (museus, galeries) com a llocs de presentació i estudis. com a llocs de producció. El tràiler de Viennale 2011 ("The 3Rs") està dissenyat per David Lynch.
L'any 2012 té lloc la 50a edició de la Viennale, que projecta al voltant de 140 llargmetratges actuals, més d'un centenar de curtmetratges i obres anteriors com a part de diversos programes especials. El festival l'obre Argo de Ben Affleck. El programa destacat està dedicat a Michael Caine, de qui es projecten 10 pel·lícules i que és present com a convidat. El programa retrospectiu, que està en cooperació amb el Museu del Cinema Austríac, mostra obres de Fritz Lang, incloses dues versions de Metròpolis i  M, un assassí entre nosaltres. Peter Kubelka organitza una projecció durant la qual es projecten en paral·lel les seves dues pel·lícules Arnulf Rainer (1960) i Antiphon (2012), i Martina Kudláčeks el retrata a Fragments de Kubelka (2012, 232 min). Al programa especial Volien veure alguna cosa diferent, una selecció de pel·lícules desenvolupades per Jörg Buttgereit en el gènere terrorífic i el monstruós (Alien, The Angry Red, Fantastic Voyage,  Deliverance, ...). El programa Five Women mostra obres de Coleen Fitzgibbon, Narcisa Hirsch, Mati Diop, Kurdwin Ayub i Amy Seimetz. El festival el programa In Focus destaca directors relativament desconeguts per al gran públic, amb el portuguès Manuel Mozos i l'italià Alberto Grifi. Una altra convidada de Viennale és Patti Smith, que presenta la pel·lícula Museum Hours del cineasta Jem Cohen, de la qual és una de les productores, i fa un concert al Metro-Kino.
L'any 2015, ORF.at va retratar alguns directius que han servit durant molt de temps a la Viennale, aquells empleats responsables del bon funcionament dels cinemes, com Manfred Schwaba, Brigit Baldasti i Magda Tothova.
El mateix any es va projectar Einer von uns beiden, el primer llargmetratge de Stefan Richter, que es basa en un tiroteig mortal el 2009 en un supermercat prop de Krems, un jove lladre de 14 anys que rep un tret a l’esquena per un agent de policia. Mostra així la tristesa suburbana en la vida dels joves. Jack Hofer, un jove aficionat, interpreta el paper principal de Julius.

### Des de 2017

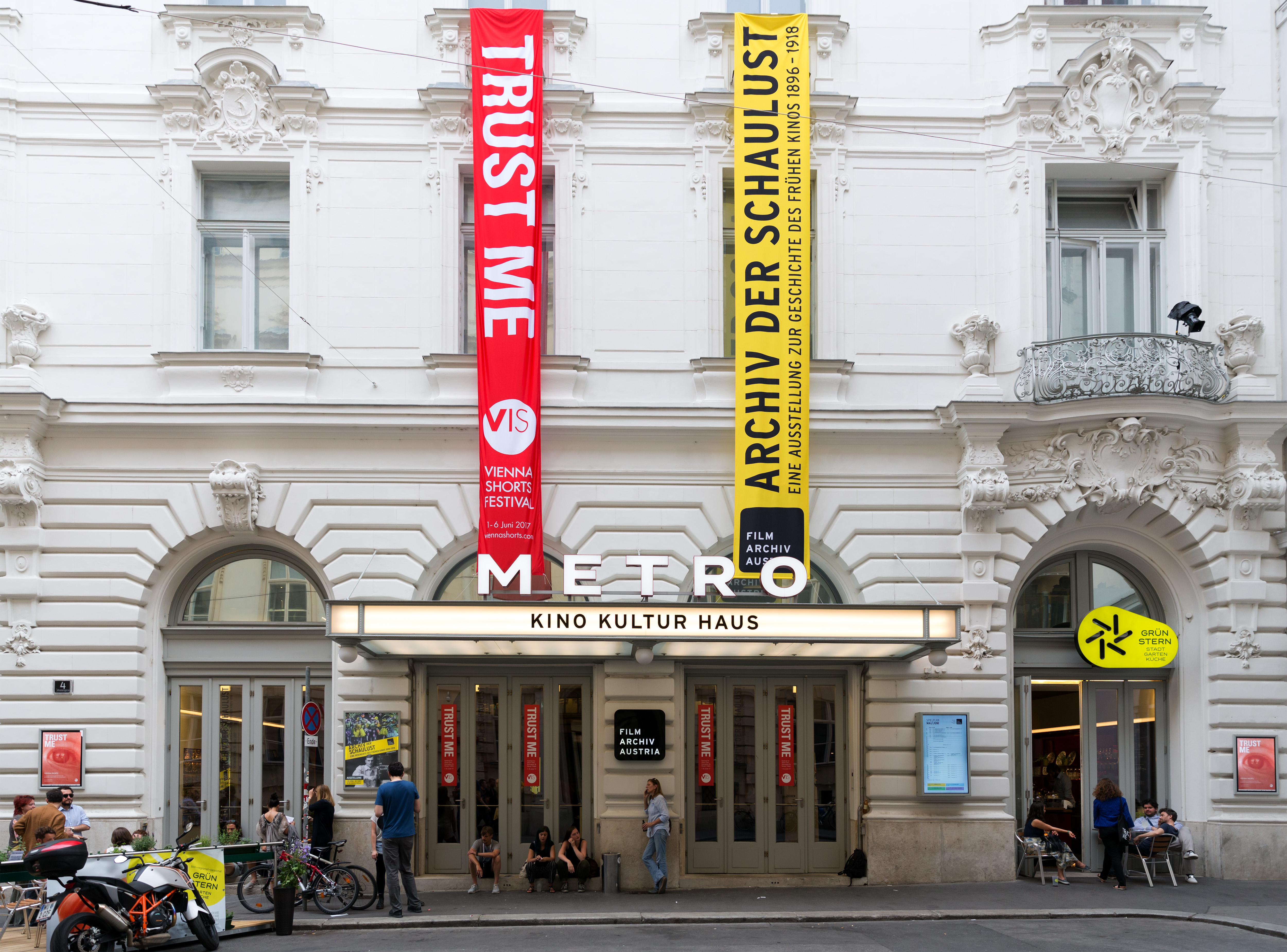
Metro-Kino, Viennale 2017

Després de la mort de Hans Hurch el juliol de 2017, Franz Schwartz, membre de la junta i antic director del cinema municipal de Schwarzenbergplatz, va ser nomenat director interí de la Viennale l'agost de 2017. Per a la Viennale de l'octubre de 2017, 14 dels col·laboradors artístics de Hurch, entre ells Ed Lachman i Tilda Swinton, van tenir l'encàrrec de nomenar una pel·lícula que els agradaria dedicar al difunt. Al voltant del 70% de les obres de la Viennale 2017 encara són escollides pel mateix Hurch. El gener de 2018, Eva Sangiorgi es va presentar com a directora artística de la Viennale. És responsable per primer cop de la 56a Viennale del 25 d'octubre al 8 de novembre de 2018. Entre altres coses, elimina la distinció entre la categoria de documentals i pel·lícules, tant el programa com les nominacions.

### Directors
- 1960–1968: Sigmund Kennedy[16]
- 1968–1973: Otto Wladika
- 1973–1981: Edwin Zbonek

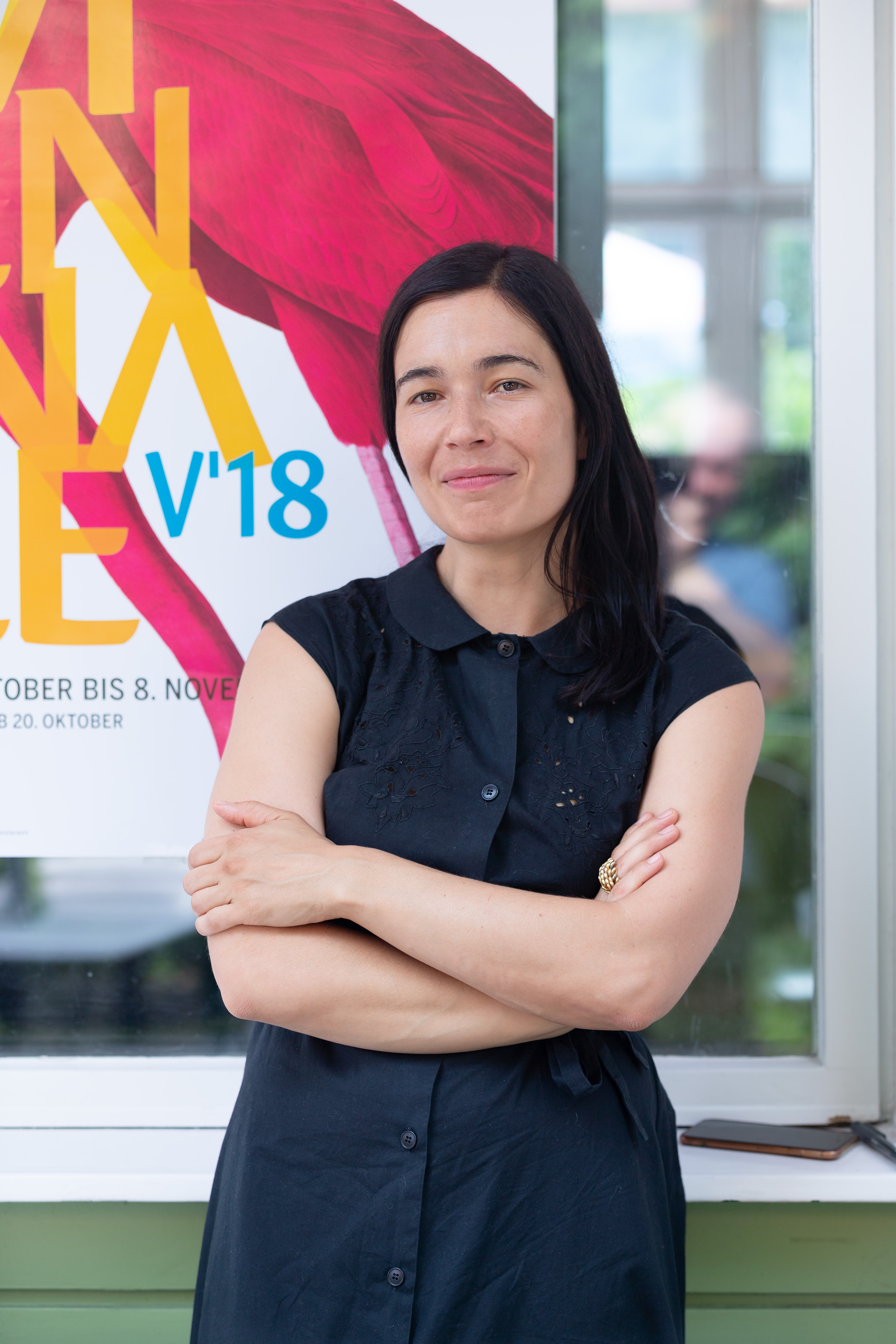
Eva Sangiorgi a l'edició 2018

- 1981–1986: Edwin Zbonek und Helmuth Dimko
- 1986–1988: Helmuth Dimko
- 1988–1990: Helmuth Dimko i Veronika Haschka
- 1990–1993: Werner Herzog i Reinhard Pyrker
- 1993–1995: Wolfgang Ainberger i Alexander Horwath
- 1995–1997: Alexander Horwath
- 1997–2017: Hans Hurch
- 2017–2018: Franz Schwartz (interí)
- ab 2018: Eva Sangiorgi[16]

## Premis
Durant la Viennale, es lliura el premi FIPRESCI de la Federació Internacional de Crítics de Cinema, així com a la fin del festival, el reconegut Vienna Film Award i el premi del jurat dels lectors del diari Der Standard.
Des del 2016, el "Viennale Meteorit" s'atorga a personalitats especialment vinculades al festival. Fins ara ha premiat el cineasta nord-americà Jem Cohen, la música Patti Smith i l'antic director del festival Werner Herzog.

### Guanyadors del Vienna Film Award
- 1991 : Good News d'Ulrich Seidl
- 1992 : Schuld und Gedächtnis d'Egon Humer / Benny's Video de Michael Haneke
- 1993 : Der Nachbar de Götz Spielmann
- 1994 : Ich gelobe de Wolfgang Murnberger
- 1995 : Die Ameisenstraße de Michael Glawogger
- 1996 : Jenseits des Krieges de Ruth Beckermann
- 1997 : Das Jahr nach Dayton de Nikolaus Geyrhalter
- 1998 : Megacities de Michael Glawogger
- 1999 : Nordrand de Barbara Albert
- 2000 : The Punishment de Goran Rebić
- 2001 : Im Spiegel der Maya Deren de Martina Kudláček / Lovely Rita Jessica Hausner
- 2002 : Nachtreise de Kenan Kılıç
- 2003 : Jesus, du weißt de Ulrich Seidl
- 2004 : El malson de Darwin d'Hubert Sauper
- 2005 : Operation Spring de Angelika Schuster i Tristan Sindelgruber
- 2006 : Kurz davor ist es passiert d'Anja Salomonowitz
- 2007 : Rule of Law – Justiz im Kosovo de Susanne Brandstätter
- 2008 : Pour un instant, la liberté d'Arash T. Riahi
- 2009 :
  - Lourdes de Jessica Hausner
  - Cooking History de Peter Kerekes
- 2010 :
  - Rammbock de Marvin Kren i Benjamin Hessler
  - Kick Off de Hüseyin Tabak
- 2011 :
  - Michael de Markus Schleinzer
  - Der Prozess de Gerald Igor Hauzenberger
- 2012 :
  - Amur de Michael Haneke
  - Meine keine Familie de Paul-Julien Robert
- 2013 : Paradies: Liebe d'Ulrich Seidl
- 2014 :
  - Macondo de Sudabeh Mortezai
  - We come as Friends de Hubert Sauper
- 2015 :
  - Lampedusa im Winter de Jakob Brossmann
  - Ich seh Ich seh de Veronika Franz i Severin Fiala
- 2016 :
  - Thank You for Bombing de Barbara Eder
  - Holz Erde Fleisch de Sigmund Steiner
- 2017 :
  - Untitled de Michael Glawogger i Monika Willi
  - Die Liebhaberin de Lukas Valenta Rinner
- 2018 : Joy de Sudabeh Mortezai
- 2019 : Space Dogs d'Elsa Kremser i Levin Peter
- 2020 : Epicentro d'Hubert Sauper
- 2021 : Große Freiheit de Sebastian Meise
- 2022 : Sonne de Kurdwin Ayub
- 2023 : Puan de María Alché i Benjamín Naishtat

### Premi FIPRESCI
- 2000 : El riu Suzhou de Lou Ye
- 2001 : L'Emploi du temps de Laurent Cantet
- 2002 : Tan de repente de Diego Lerman
- 2003 : The Brown Bunny de Vincent Gallo
- 2004 : Los muertos de Lisandro Alonso
- 2005 : Estamira de Marcos Prado
- 2006 : Honor de cavalleria d'Albert Serra i Juanola
- 2007 : Shotgun Stories de Jeff Nichols
- 2008 : Aquele Querido Mês de Agosto de Miguel Gomes
- 2009 : Xiao li zi de Guangyi Yu
- 2010 : Periferic de Bogdan George Apetri
- 2011 : Yatasto d'Hermes Paralluelo
- 2012 : Margaret de Kenneth Lonergan
- 2013 : Grand Central de Rebecca Zlotowski
- 2014 : Court de Chaitanya Tamhane
- 2015 : Coma de Sara Fattahi
- 2016 : Bodkin Ras de Kaweh Modiri
- 2017 : Distant Constellation de Shevaun Mizrahi
- 2018 : Ne travaille pas (1968 - 2018) de César Vayssié
- 2019 : Giraffe d'Anna Sofie Hartmann
- 2020 : Zabij to i wyjedź z tego miasta de Mariusz Wilczynski
- 2021 : Re Granchio de Matteo Zoppis i Alessio Rigo de Righi
- 2022: Unrueh de Cyril Schäublin